# انتخاب

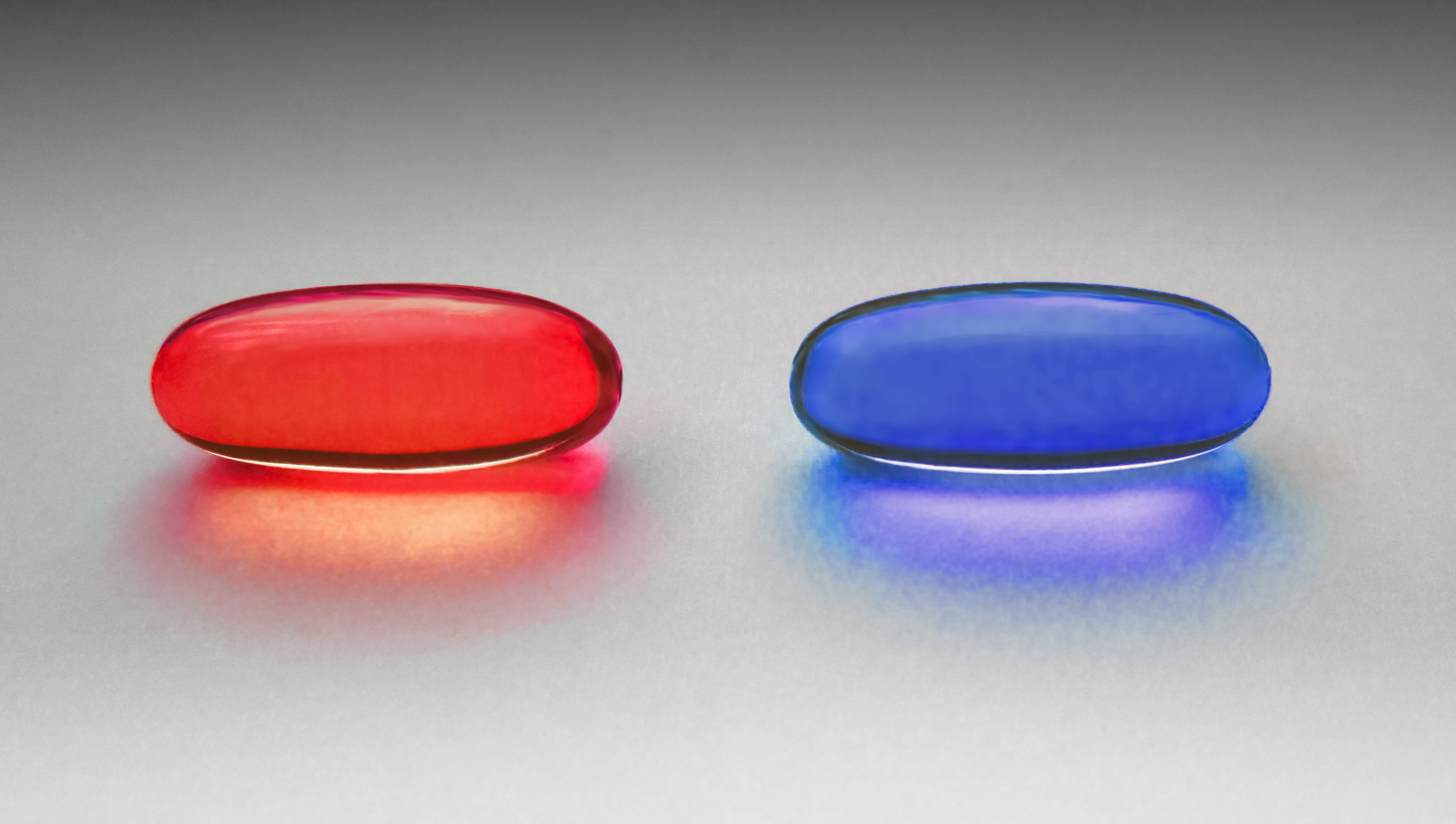
در فیلم ماتریکس به نئو گزینه مصرف قرص قرمز یا قرص آبی ارائه شده‌است. انتخاب قرص قرمز باعث می‌شد حقیقت دنیای نئو برای او آشکار شود، در حالی که انتخاب قرص آبی باعث می‌شد که او همچنان در جهل ادامه یابد؛ بنابراین، نئو باید در مورد نتایج احتمالی انتخاب خود تصمیم می‌گرفت.

انتخاب فرایندی روانی شامل قضاوت دربارهٔ نقاط ضعف و قوت گزینه‌های مختلف و برگزیدن یکی یا چند مورد از آنهاست.

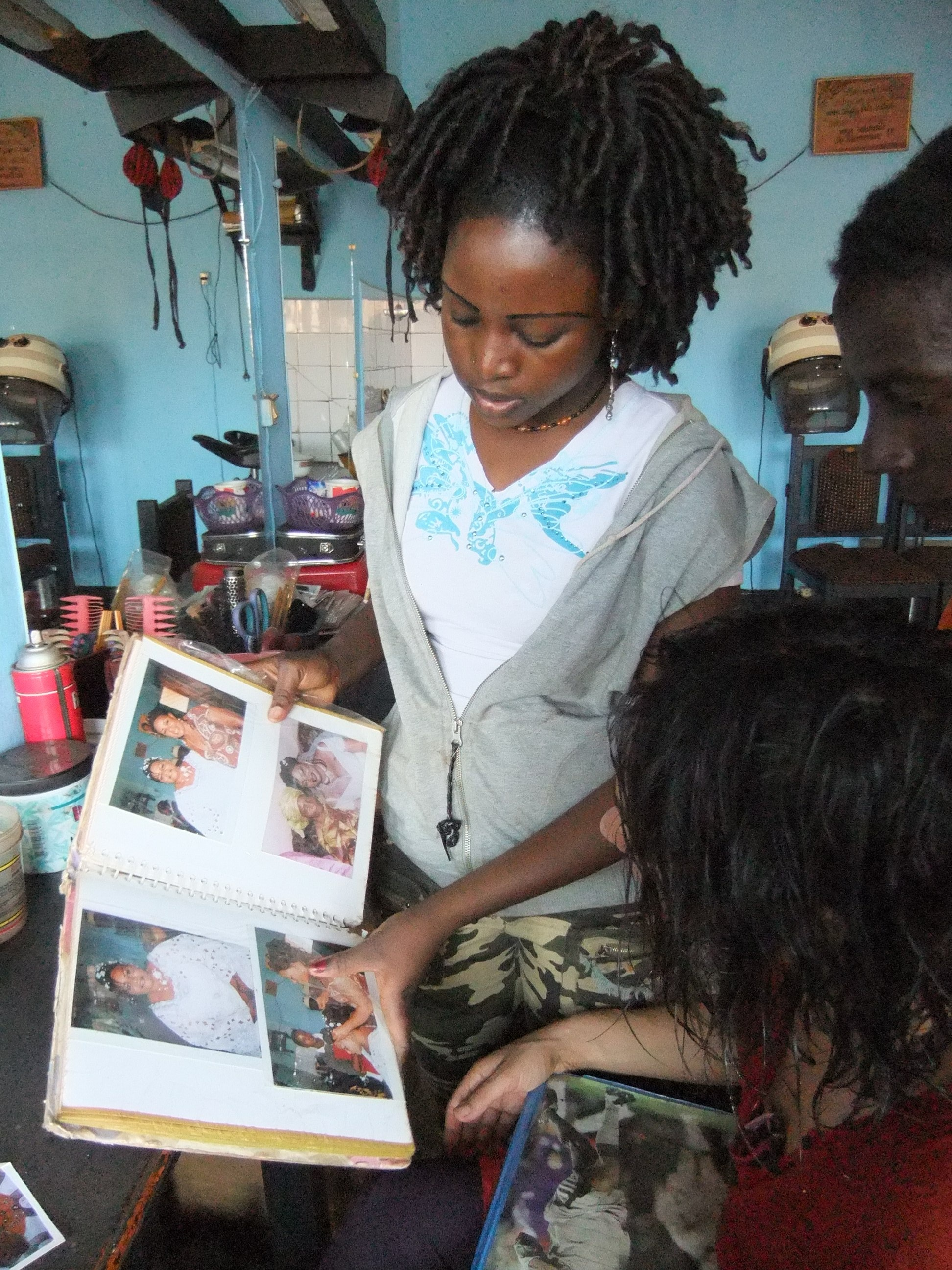
انتخاب مدل مو

## انواع
تصمیم‌ها را می‌توان به چهار یا پنج نوع اصلی تصمیم دسته‌بندی کرد، اگرچه می‌توان آنها را به روش‌های مختلف بیان کرد. اما برایان تریسی آنها را به موارد زیر تقسیم می‌کند:
1. تصمیمات فرماندهی، که فقط توسط شما، به عنوان "فرمانده کل" یا مالک یک شرکت قابل اتخاذ است.
2. تصمیمات واگذار شده، که ممکن است توسط هر کسی اتخاذ شود. تصمیم‌گیری در مورد (به عنوان مثال) رنگ سوله دوچرخه را می‌توان تفویض کرد، زیرا تصمیم باید گرفته شود اما انتخاب بی‌اهمیت است.
3. اجتناب از تصمیم‌گیری، جایی که نتیجه می‌تواند آنقدر شدید باشد که نباید انتخاب کرد، زیرا در صورت انتخاب اشتباه نمی‌توان عواقب آن را جبران کرد. این به احتمال زیاد منجر به اعمال منفی مانند مرگ خواهد شد.
4. تصمیمات "بی فکر"، جایی که انتخاب آنقدر واضح است که تنها یک انتخاب را می‌توان به‌طور منطقی انجام داد.